# Carlos Martínez (football, 1999)
Pour les articles homonymes, voir Carlos Martínez.
Carlos Martínez, né le 30 mars 1999 à San José, est un footballeur international costaricien qui joue au poste d'arrière droit au FK Partizani Tirana.

## Biographie

### En sélection
En 2022, Carlos Martínez est convoqué pour la première fois avec l'équipe nationale du Costa Rica. Il honore sa première sélection le 27 mars 2022.
Le 3 novembre 2022, il est sélectionné par Luis Fernando Suárez pour participer à la Coupe du monde 2022.